# Coliseum (Barcelone)
Le Coliseum est un théâtre de Barcelone, en Espagne. Il a été inauguré en 1923 comme salle d'exhibition cinématographique, activité maintenue jusqu'en 2006. Il appartient au Groupe Balañá, et a actuellement une capacité de 1.689 personnes.
Situé sur la Gran Via de les Corts Catalanes, le bâtiment est un échantillon significatif de l'architecture monumentale des années 1920 et est catalogué comme Bien Culturel d'Intérêt Local.

## Histoire
Sa construction a été promue en 1919 par l'entreprise Metropolitan, société stimulée par José Solá, éditeur de Monde cinématographique, avec un capital initial de 2.000.000 de pesetas.
Le Coliseum a été inauguré le 10 octobre 1923 avec La chanson de Paris de Maurice Chevalier. Dans ses premières années les propriétaires ont cédé la gestion à la Société Générale de Spectacles de Bilbao, représentant à Barcelone de Seleccine,  qui avait l'exclusivité dans la distribution de Paramount Pictures. Postérieurement la salle a été dirigée par Casimiro Bori ; après la Guerre Civile (1939) elle est passée au producteur Saturnino Ulargui ; en 1941 à l'entreprise Cinémas et Spectacles, de Gaspar Petit ; et enfin en 1958 à Pedro Balañá, fondateur du Groupe Balaña.
Le 17 mars 1938, pendant un bombardement aérien de la Guerre Civile, une bombe est tombée sur un camion chargé d'explosifs qui circulait sur la Gran Via. L'explosion, qui a fait un grand nombre de morts, a causé de graves dommages matériels au Coliseum et aux bâtiments adjacents.
En 2006 la salle a été reconvertie en théâtre. 

## Club Coliseum
Le 31 mars 1978, avec la projection de Valentino de Ken Russell, il a été inauguré une salle de cinéma annexe, sous le nom de Club Coliseum. Il y avait une unique salle, avec 762 places. 
Le Groupe Balañá a fermé le Club Coliseum le 31 juillet 2014, après la projection de La Planète des Singes : l'Affrontement, en alléguant le manque de rentabilité de la salle.